# 法定代理人
法定代理人（ほうていだいりにん）とは、代理人の一種で法律により代理権を有することを定められた者のことである。
法定代理には、例えば本人が未成年者や成年被後見人である場合に、親権者や後見人といった法定代理人が本人に代わって法律行為を行うという私的自治の補充という機能を有する。本人が代理権を与えることなく、法律により代理権が与えられる点が、任意代理人と異なる。代理権付与の審判がなされた保佐人や補助人は法律によって代理権を定められたわけではないので法定代理人ではない。

## 具体例
法定代理人には、以下のものがある。
- 親権者（親権を行う者） - 本人が未成年者の場合[1]
- 未成年後見人 - 本人が未成年者で、親権者となるべき者がいない場合[1]
- 成年後見人 - 本人が成年後見開始の審判を受けた場合（成年被後見人)
- 不在者財産管理人
- 相続財産清算人